# Пупок (геральдика)
Пупок — геральдичний термін на позначення місця у нижній частині герба.

## Розташування пупка
Це місце утворюється після поділу щита шляхом подвійного розсічення та пересічення геральдичного щита. Воно має символічне розташування у секторі 8. Старша версія поділу знала п'ять основних горизонтальних місць. Тут пупок був би у 4-му ряді, а стопа — у 5-му. Передостанній ряд за старим поділом в геральдиці описується як пупковий ряд і є фіксованим терміном, як і нижній ряд, де вістря завжди є найнижчою вершиною щита. Якщо стопа розміщена геральдично, тобто як поле, її називають підніжжям щита, але назви також можуть використовуватися як чиста вказівка на положення (як місце) для фігур, їх положення та орієнтації тощо.
Пупковий ряд, але не менше пупка, в особливих гербах утворює поле регалій. Колір — червоний. Це поле часто прикрашають дамаском.

## Пупковий щиток

Пупковий щиток

Якщо на цьому полі розміщено невеликий щит, цей щит тоді називають пупковим щитом. Знак розташований нижче центрального щитка і підпорядкований йому за змістом. В описі герба він завжди згадується після центрального щитка.